# Ephialtes (van Trachis)
Ephialtes (Oudgrieks: Ἐφιάλτης, Ephiáltēs) was een Griekse boer uit de landstreek Trachis in de 5e eeuw v.Chr.. 
Hij verraadde zijn mede-Grieken door in 480 v.Chr. de Perzen een bergpad te tonen, waardoor het leger van Xerxes in staat was om de stelling van Leonidas en zijn 300 Spartanen bij de Slag bij Thermopylae heen te trekken en hem aldus in de rug aan te vallen. 
Door de Delphische Amphictionie werd hij vogelvrij verklaard en er werd een prijs op zijn hoofd gezet. Hij kon echter ontkomen naar Thessalië, waar hij zich schuil hield. Toen hij tien jaar later probeerde terug te keren, werd hij vermoord door zijn streekgenoot Athenades (Ἀθηνάδης), waarschijnlijk wegens een persoonlijke afrekening. De dader werd evenwel als een nationale held vereerd, vooral in Sparta. 
Het woord "ephialtes" is sindsdien, tot de dag van heden, in het Grieks metonymisch gebruikt voor "verrader" (vergelijk met ons woord "judas" of '"Quisling"') De basisbetekenis van dit woord in het Nieuwgrieks is "nachtmerrie".

## Trivia
- In de verfilming 300 werd Ephialtes afgeschilderd als een gehandicapte man met een bochel.